# (44263) Nansouty
(44263) Nansouty  es un asteroide perteneciente al cinturón de asteroides, descubierto el 28 de agosto de 1998 por Philippe Dupouy y Frédéric Maréchal desde el Observatorio de Dax, en Francia.

## Designación y nombre
Nansouty se designó inicialmente como 1998 QR53.
Más adelante fue nombrado en honor al militar y meteorólogo francés Charles-Marie-Étienne Champion Dubois de Nansouty (1815-1895).

## Características orbitales
Nansouty tiene una órbita a una distancia media del Sol de 2,7468 ua, pudiendo acercarse hasta 2,3501 ua y alejarse hasta 3,1434 ua. Tiene una excentricidad de 0,1444 y una inclinación orbital de 8,3450° grados. Emplea en completar una órbita alrededor del Sol 1662 días.

## Características físicas
Su magnitud absoluta es 14,2. Tiene 4,028 km de diámetro. Su albedo se estima en 0,329.